# William L. Douglas
William Lewis Douglas (22 de Agosto de 1845 – 17 de Setembro de 1924) foi um empresário e político americano de Massachusetts. Exerceu como o 42º Governador de Massachusetts de 1905 até 1906. Também fundou e supervisionou o crescimento da W. L. Douglas Shoe Company, uma empresa de sucesso em Brockton, Massachusetts, que tornou-se um dos maiores fabricantes de calçados do mundo. Também abriu a primeira rede nacional de lojas de calçados dedicada à venda dos produtos da empresa.
Douglas recebeu uma educação mínima e foi aprendiz no comércio de calçados. Criou seu negócio em 1876, que cresceu rapidamente nos próximos vinte anos. Entrou na política como um defensor do trabalho e opositor do socialismo, e financiou sua campanha de 1905 para governador. Além de causas trabalhistas, apoiou a reciprocidade e reduções de tarifas no comércio com o Canadá. Recusou-se a concorrer à reeleição e voltou ao seu negócio.

## Primeiros anos
William Lewis Douglas nasceu no dia 22 de Agosto de 1845 em Plymouth, Massachusetts, filho de William e Mary (Vaughan) Douglas. Seu pai morreu quando tinha cinco anos. Obteve apenas escolaridade intermitente e começou a trabalhar para o tio no ramo de calçados aos sete anos de idade. Acabou tornando-se um aprendiz, trabalhando para seu tio até que uma baixa nos negócios em 1859 forçou-o a trabalhar na fábrica têxtil. O surgimento da Guerra Civil Americana revitalizou a demanda por botas, e Douglas retornou brevemente aos negócios de calçados antes de alistar-se no Exército da União. Serviu por um ano, foi ferido e recebeu sua alta em 1865.
Após a guerra, Douglas foi para o oeste, para o Território do Colorado. Lá, novamente começou a fazer calçados, mas também passou um tempo trabalhando como parceiro em uma loja de calçados em Golden. Em 1868, vendeu sua parte na loja e retornou a Massachusetts. Lá, trabalhou por oito anos como supervisor de fábrica em uma fábrica de calçados de Brockton.

## Loja de Calçados W. L. Douglas

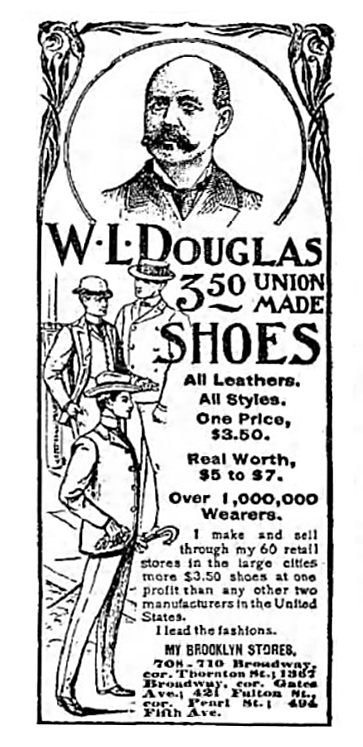
Anúncio de jornal na cidade de Nova York em 1899

Em 1876, Douglas pegou emprestado 875 dólares para abrir sua própria fábrica de calçados. Uma decisão crítica que tomou ao criar o negócio foi vender os calçados que fabricava através de sua própria linha de pontos de venda, em vez de enviá-los para outros varejistas ou intermediários. Seus negócios cresceram rapidamente: de vez em quando, a produção da fábrica dobrava e, em 1892, fabricava 3.600 sapatos por dia. No início de 1900, sua fábrica era a maior fábrica de calçados do mundo. O varejo também cresceu: a primeira loja foi aberta em 1894 e, em 1900, havia 55 lojas em todo o país.
Douglas foi um dos primeiros fabricantes de calçados a anunciar amplamente seus produtos. Carimbou as solas dos calçados com sua própria imagem (uso que utilizou depois de ver a propaganda de P. T. Barnum), tornando-a uma das imagens mais reconhecidas da época. Um escritor da época acreditava que Douglas era provavelmente a figura mais amplamente reconhecida no estado.
Os trabalhadores de Douglas eram membros da Boot and Shoe Workers' Union, que em 1899 aumentou bastante suas dívidas para financiar melhores benefícios e fundos de assistência social. As bases ficaram insatisfeitos com esse aumento e a disputa ameaçou a capacidade da empresa de rotular seus produtos com o selo da união. Douglas, que tinha uma reputação de empregador justo, trabalhou com o sindicato para garantir que seus funcionários pagassem as taxas mais altas.

## Carreira política
Em 1884, Douglas foi eleito filiado ao Partido Democrata na Câmara dos Representantes de Massachusetts, exercendo dois mandatos. Então exerceu um mandato no senado do estado em 1887 e foi eleito prefeito de Brockton por um único mandato em 1890. Atuava regularmente na organização do partido, participando da maioria das convenções nacionais entre 1884 e 1904. Era geralmente um defensor de práticas trabalhistas aprimoradas, apoiando a criação de um conselho de mediação trabalhista e defendendo o pagamento semanal de trabalhadores.
Em 1903, tornou-se proeminente na política do estado, opondo-se à ascensão do Partido Socialista, trabalhando para atrair simpatizantes socialistas ao Partido Democrata, defendendo um forte programa orientado para o trabalho. Em 1904, o Governador Republicano John L. Bates vetou uma lei de oito horas diárias, mobilizando a oposição trabalhista. Os Democratas uniram-se em prol de Douglas, destacando suas identificações positivas para o trabalho e seu conservadorismo fiscal. Mediou com sucesso o fim de uma ação trabalhista em Fall River, aumentando sua popularidade, e também apoiou a reciprocidade, em particular a redução de tarifas com o Canadá que reduziria o preço de couros e carvão. Douglas derrotou Bates por uma grande margem com o apoio da Federação Americana do Trabalho e também obteve votos significativos dos grupos socialistas. O sucesso foi uma vitória exclusivamente pessoal: não houve outros ganhos Democratas no estado.
O mandato de Douglas não ajudou particularmente a causa Democrata. Ignorou os irlandeses americanos (uma força significativa no partido) em nomeações, levando a acusações de sentimentos anti-católicos. Também prejudicou sua própria posição anunciando no início de 1905 que não iria concorrer à reeleição. De acordo com Charles S. Hamlin, Douglas pode ter sido forçado a essa posição pela descoberta dos Republicanos de que aparentemente havia adquirido de forma fraudulenta uma dispensa honrosa após desertar durante a Guerra Civil. O quid pro quo por essas informações não serem reveladas foi que Douglas não concorreria novamente. Douglas, apesar de seu apoio trabalhista, não teve o apoio dos Democratas na legislatura, que ajudou a anular vários de seus vetos. Nas eleições de 1905, Douglas promoveu Hamlin como seu sucessor; a eleição foi ganha pelo Republicano Curtis Guild, Jr.
Douglas voltou ao seu negócio, aposentando-se no início de 1920. Recebeu um diploma honorário da Universidade Tufts enquanto governador. Também participou de trabalhos filantrópicos em Brockton, onde ajudou a fundar o Hospital Brockton e criou uma instituição beneficente que financiou o tratamento de crianças com problemas nos olhos e ouvidos. Douglas mudou-se de Brockton para Brookline em 1918 e morreu em 1924 após uma doença prolongada. Foi sepultado no Cemitério Melrose de Brockton. Casou-se duas vezes, com três filhos.